# Organización territorial de Bielorrusia
La organización territorial de Bielorrusia se compone de seis regiones u óblast y una región especial: la capital Minsk. A su vez, cada óblast se divide en raiones o distritos.
|   |                 |         |        |                       |  |  |
|   | Óblast          | Bandera | Escudo | Centro administrativo |  |  |
| 1 | Vítebsk         |         |        | Vítebsk               |  |  |
| 2 | Grodno          |         |        | Grodno                |  |  |
| 3 | Ciudad de Minsk |         |        |                       |  |  |
| 4 | Minsk           |         |        | Minsk                 |  |  |
| 5 | Maguiliu        |         |        | Maguilov              |  |  |
| 6 | Brest           |         |        | Brest                 |  |  |
| 7 | Gómel           |         |        | Gómel                 |  |  |

- Datos: Q14921981
- Multimedia: Subdivisions of Belarus / Q14921981